# Joseph Anthony Galante
Joseph Anthony Galante (* 2. Juli 1938 in Philadelphia; † 25. Mai 2019 in Somers Point) war ein US-amerikanischer Geistlicher und von 2004 bis 2013 römisch-katholischer Bischof von Camden.

## Leben
Der Erzbischof von Philadelphia, John Joseph Krol, weihte ihn am 16. Mai 1964 zum Priester des Erzbistums Philadelphia.
Papst Johannes Paul II. ernannte ihn am 13. Oktober 1992 zum Weihbischof in San Antonio und Titularbischof von Equilium. Der Erzbischof von San Antonio, Patrick Fernández Flores, spendete ihm am 11. Dezember desselben Jahres die Bischofsweihe; Mitkonsekratoren waren Francis Schulte, Erzbischof von New Orleans, und Francis Xavier DiLorenzo, Weihbischof in Scranton.
Am 5. April 1994 wurde er zum Bischof von Beaumont ernannt und am 9. Mai desselben Jahres in das Amt eingeführt. Am 23. November 1999 wurde er zum Koadjutorbischof von Dallas ernannt und am 14. Januar des nächsten Jahres in das Amt eingeführt.
Am 23. März 2004 wurde er durch Johannes Paul II. zum Bischof von Camden ernannt und am 30. April desselben Jahres in das Amt eingeführt. Am 8. Januar 2013 nahm Benedikt XVI. seinen altersbedingten Rücktritt an.